# K mýmu ohni nesedej
K mýmu ohni nesedej je debutové studiové album českého hudebního projektu Poly Noir (na přebalu uváděno Poly Noir & The Holy Spirit Smugglers, přestože druhá jmenovaná kapela vznikla až po nahrání alba) žánrově zaměřeného na temně laděnou country hudbu s prvky alternativního rocku a syrovou atmosférou. Protagonistou projektu je  hudebník Petr „Poly“ Pálenský, frontman brněnské crossoverové kapely Insania. Album bylo vydáno 1. listopadu 2024 pod labelem Smile Music Records.

## Podrobnosti
Pálenský si album kompletně nahrál sám, s výjimkou baskytary, kterou obsluhoval Tomáš Šlápota, člen kapely Dark Gamballe. 
V úvodní písni „Padá hvězda“ je odkaz na Pálenského domovskou kapelu Insania prostřednictvím fiktivní postavy jménem Joe, který pravidelně vystupuje v jejích textech.
Dílo se většinu stopáže nese v meditativním tempu a ponuré atmosféře. Výjimkou je píseň „A vymýšlíme dál“, která se vyznačuje prvky rapu a poměrně pozitivní náladou. Dalším hudební odbočkou je rockové zintenzivnění zvuku v refrénech závěrečné kompozice „Aby duše měla klid".
Textovou složkou alba prostupuje element ohně. Album je ovlivněno tvůrcovou náklonností k sakrální architektuře.

## Videoklipy
Album bylo podpořeno videoklipy ke skladbám:
„K mýmu ohni nesedej“ ,
„A vymýšlíme dál“,
„Padá hvězda“
a „Všechno přikryté je tmou“. První dva jmenované vznikly s použitím technik umělé inteligence.

## Přijetí
Album sklidilo kladné ohlasy v hudebních médiích. Recenze oceňovaly zkušenosti autora, tvárné uchopení žánru, atmosféru a texty.

## Seznam skladeb
| Pořadí         | Název                      | Délka |
| -------------- | -------------------------- | ----- |
| 1.             | Padá hvězda                | 4:40  |
| 2.             | Zúčtujem                   | 3:59  |
| 3.             | Všechno přikryté je tmou   | 3:55  |
| 4.             | A vymýšlíme dál            | 4:58  |
| 5.             | Amigos na cestě za štěstím | 5:25  |
| 6.             | K mýmu ohni nesedej        | 4:42  |
| 7.             | Na cestu sedá prach        | 4:24  |
| 8.             | A on tam stál              | 4:16  |
| 9.             | Noc ví                     | 5:11  |
| 10.            | Aby duše měla klid         | 5:57  |
| Celková délka: | Celková délka:             | 47:21 |

## Obsazení
- Petr „Poly“ Pálenský – zpěv, klávesy, strunné nástroje, bicí
- Tomáš Šlápota - baskytara

## Další funkce
- Tomáš Šlápota - produkce
- Roman Kašník - mix a mastering
- 1/2oc @ Harpuna.com - vizuál a grafika
- Radek Mauer (DNT2) - fotografie